# استوره (سلماس)
استوره، روستایی است از توابع بخش کوهسار و در شهرستان سلماس استان آذربایجان غربی ایران.

## جمعیت
روستای استوره در دهستان شپیران قرار داشته و بر اساس سرشماری سال ۱۳۸۵ جمعیت آن ۵۸۳نفر (۱۰۴خانوار)
بوده‌است. روستای استوره یکی از روستاهای خوش آب وهوای بخش کوهسار شهرستان سلماس می‌باشد .این روستا در جنوب غربی و در دهستان شپیران ،در چهل ودو کیلومتری مرکز شهرستان (سلماس) واقع شده‌است.اطراف روستا را کوه‌های بلندی در بر گرفته‌است و از مراتع غنی و چشم‌اندازهای زیبایی برخوردار می‌باشد .این روستا در آمار سال 1385 جمعیتی بالغ بر 580نفر داشته که این آمار درسرشماری سال 1390 به 304نفر54خانوار تقلیل یافته‌است. از جمله عوامل کاهش جمعیت روستای استوره بیکاری جوانان ،نبود امکانات رفاهی و مهاجرت اهالی روستا به شهر سلماس وروستاهای اطراف آن می‌باشد .ومهترین عامل مهاجرت مردم روستا نبود  راه روستایی می‌باشد.کار مردم این روستا کشاورزی ودامداری است.
منبع :وبلاگ دهیاری استوره